# (3523) Арина
(3523) Арина (лат. Arina) — типичный астероид главного пояса, открыт 3 октября 1975 года советским астрономом Людмилой Черных в Крымской астрофизической обсерватории и 27 августа 1988 года назван в честь няни А. С. Пушкина Арины Родионовны.

## Обнаружение и именование
(3523) Арина
Открыт 3 октября 1975 года в Научном Л. И. Черных.
Назван в честь няни А. С. Пушкина Арины Родионовны Яколевой (1758—1828).
Оригинальный текст (англ.)3523 Arina
Discovered 1975-10-03 by Chernykh, L. at Nauchnyj.
Named for Arina Rodionovna Yakoleva (1758—1828), the nurse of A. S. Pushkin.
Источники: DISCOVERY.DB; M.P.C. 13481.

## Орбита

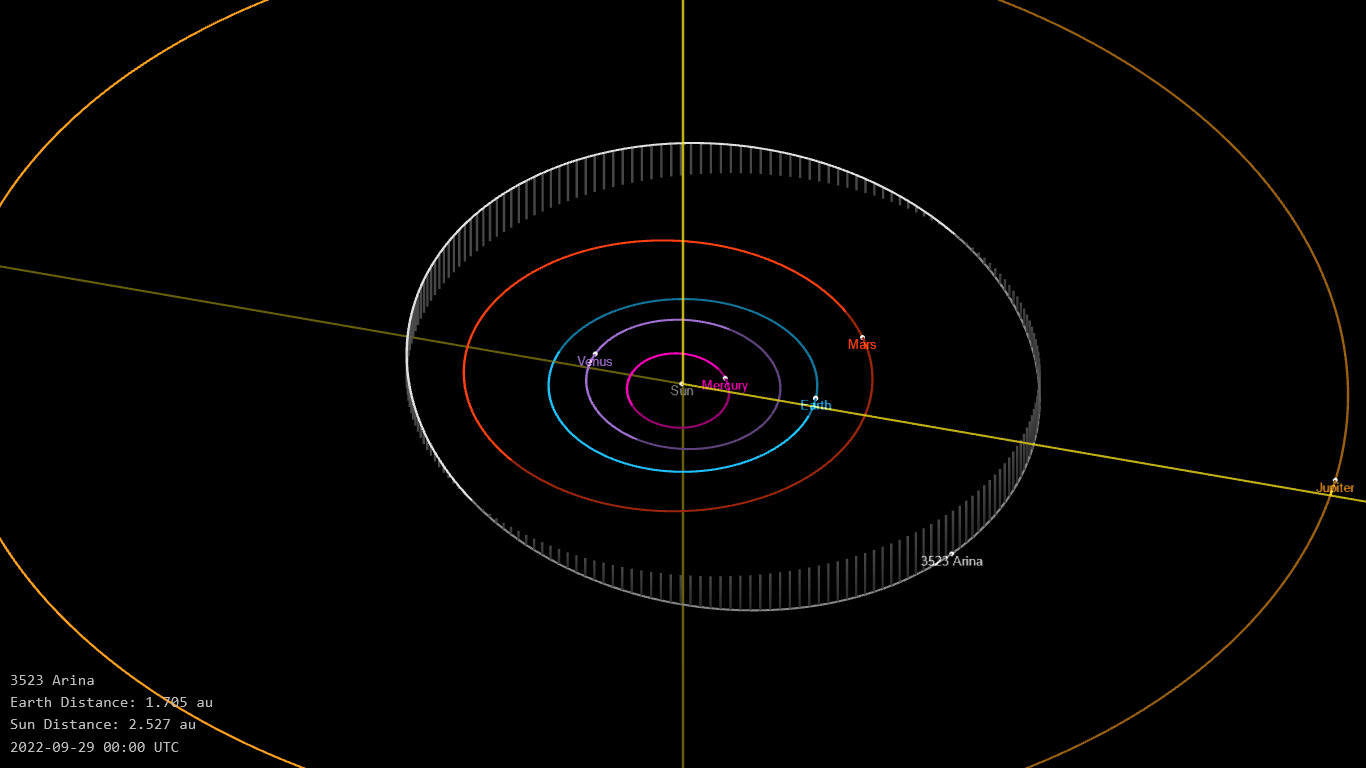
Орбита астероида Арина и его положение в Солнечной системе

## Физические характеристики
Астероид относится к таксономическому классу S.
По результатам наблюдений в видимом и ближнем инфракрасном диапазоне космического телескопа NEOWISE и наблюдений в инфракрасном диапазоне спутника Akari диаметр астероида сначала оценивался равным 9,374±0,069 км, позже — 6,26±0,65 км и 9,071±0,099 км. Согласно тем же источникам альбедо оценивается как 0,2680±0,0501, 0,595±0,127 и 0,283±0,025.